# Mattias Persson (speedwayförare)
Mattias Persson, född 1991, är en svensk speedwayförare. Sedan 2008 kör han för Valsarna efter att ha kört för Solkatternas åttiokubikslag 2007.